# 김근형
김근형(1997년 3월 28일 ~ )은 대한민국의 프로게임단 지도자이다. 현재 @FunPlus Phoenix팀 코치를 맡고 있다.

## 지도자 생활
2019년 10월, 아프리카 프릭스의 아카데미팀 코치로 부임했다.
2021시즌을 앞두고 한화생명 e스포츠의 2군 코치 겸 아카데미팀 코치로 부임했다.
2022시즌 2월까지 터키리그 5Ronin에서 코치로 부임했다.
2022시즌 2월부터 라틴아메리카 리그 XTEN e스포츠의 감독으로 부임했다.

## 주요 성적

### 지도자
- LCK 아카데미 시리즈 2020 10월 대회 준우승
- LCK CL 2021년 스프링 준우승